# Флуд, Росс
Аарон Росс Флуд (англ. Aaron Ross Flood; 28 декабря 1910, Браман, Оклахома, США — 23 мая 1995, Стиллуотер, Оклахома, США) — американский борец вольного стиля, серебряный призёр Олимпийских игр по борьбе.

## Биография
Начал заниматься борьбой в старшей школе вместе со своим братом-близнецом. В это время они оба победили на чемпионате штата среди учащихся школ, но дальше пошёл только один из братьев, Росс.
Во время обучения в Университете Оклахомы в 1933-1935 годах трижды стал чемпионом страны по версии NCAA в весовой категории до 126 фунтов, а в 1935 и 1936 годах чемпионом страны по версии AAU. В 1937 году выиграл соревнования на Панамериканской выставке в Далласе. Был отобран для участия в Олимпийских играх, где завоевал серебряную медаль в легчайшем весе.
См. таблицу турнира
После Олимпийских игр несколько лет тренировал в старшей школе Стиллуотера, во время войны 5 лет прослужил спортивным инструктором ВМС США, с 1946 года был тренером команды Университета Оклахомы. Позднее занялся животноводческим бизнесом, был владельцем аукциона по продаже скота.
Умер в 1995 году, похоронен на кладбище Фэрлон в Оклахоме. Был женат, от брака имел двух дочерей и сына.
Член Зала Славы Борьбы США (1978)